# Győrtelek, Szabolcs-Szatmár-Bereg
Győrtelek (în română Giurtelec) este o localitate în județul Szabolcs-Szatmár-Bereg, Ungaria. 

## Demografie
Componența etnică a satului Győrtelek
     Maghiari (92,67%)
     Romi (6,86%)
     Alții (0,47%)
Componența confesională a satului Győrtelek
     Reformați (54,87%)
     Fără religie (5,71%)
     Romano-catolici (4,21%)
     Greco-catolici (2,82%)
     Necunoscută (32,39%)
     Alte religii (0,3%)
Conform recensământului din 2011, satul Győrtelek avea 1.664 de locuitori. Din punct de vedere etnic, majoritatea locuitorilor (92,67%) erau maghiari, cu o minoritate de romi (6,86%).   Din punct de vedere confesional, majoritatea locuitorilor (54,87%) erau reformați, existând și minorități de persoane fără religie (5,71%), romano-catolici (4,21%) și greco-catolici (2,82%). Pentru 32,39% din locuitori nu este cunoscută apartenența confesională.

## Personalități
- Radványi Barna (26 ianuarie 1929 – 26 iunie 2007), jurnalist